# Effet de serre

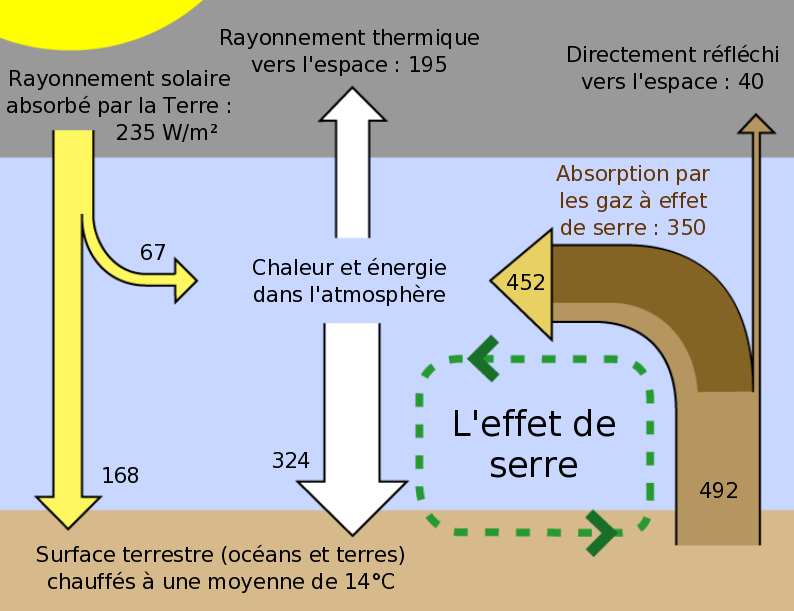
Une représentation schématique et simplifiée des échanges d'énergie entre l'espace, l'atmosphère terrestre et la surface de la Terre.

L'effet de serre est un processus naturel résultant de l'influence de l'atmosphère sur les différents flux thermiques contribuant aux températures au sol d'un objet céleste. La prise en compte de ce processus est nécessaire pour comprendre les températures observées à la surface des planètes ou satellites recouverts d'une atmosphère épaisse comme la Terre, Vénus et Titan, et le processus doit se produire aussi pour certaines exoplanètes. Le terme fait référence à l'effet analogue qu'une serre a sur la température des plantations qu'elle abrite.
Dans un système stellaire, l'essentiel de l'énergie thermique reçue par une planète ou un satellite provient du rayonnement stellaire. En l'absence d'atmosphère, cet objet en réfléchit une partie, absorbe le reste et rayonne essentiellement comme un corps noir, ce qui conduit à une certaine température au sol. Une atmosphère réfléchit, absorbe et réémet une partie du rayonnement reçu de l'étoile, et réfléchit, absorbe et réémet également une partie du rayonnement reçu de la surface de l'objet. Ces différents processus modifient l'équilibre thermique à la surface de l'objet, notamment parce que l'atmosphère ne réfléchit et n'absorbe pas également les différentes composantes spectrales d'un rayonnement incident alors que la répartition spectrale du rayonnement stellaire et celle du rayonnement reçu de la surface sont très différentes.
L'expression effet de serre s'est popularisée dans le cadre de la vulgarisation du réchauffement climatique, dû aux gaz « à effet de serre » qui se sont accumulés dans l'atmosphère terrestre en raison des activités humaines. Ces gaz absorbent le rayonnement infrarouge émis par la surface plus que le rayonnement solaire, et réémettent ce rayonnement vers le haut comme vers le bas : le rayonnement réémis vers le bas s'ajoute au rayonnement solaire direct. Le bilan global est que la température au sol est supérieure à ce qu'elle serait en l'absence d'une atmosphère, et qu'elle augmente au fur et à mesure qu'augmente la concentration de l'atmosphère en gaz à effet de serre. Le GIEC utilise le terme de forçage radiatif pour décrire l’influence des gaz à effet de serre sur le bilan thermique de la Terre.
Les températures terrestres résultent d'interactions complexes, notamment entre les apports solaires perturbés par les cycles de l'orbite terrestre, l'effet de l'albédo, les courants de convection dans l'atmosphère et les océans, le cycle de l'eau et le forçage radiatif de l'atmosphère.

## Histoire
La question de l'équilibre entre l'énergie reçue du Soleil (par rayonnement visibles ) et celle réémise par la Terre (par rayonnements thermiques), et du rapport entre cet équilibre et la température terrestre, remonte à la fin du XVIIIe siècle.
Dans les années 1780, Horace-Bénédict de Saussure mesure les effets thermiques du rayonnement solaire à l'aide de boîtes transparentes qu'il dispose dans la vallée et au sommet d'une montagne.
En 1824, Joseph Fourier publie Remarques générales sur les températures du globe terrestre et des espaces planétaires, dans lesquelles il affine l'analyse des expériences de Horace-Bénédict de Saussure, en concluant « la température du sol est augmentée par l'interposition de l'atmosphère, parce que la chaleur solaire trouve moins d'obstacles pour pénétrer l'air, étant à l'état de lumière, qu'elle n'en trouve pour repasser dans l'air lorsqu'elle est convertie en chaleur obscure»,.
En 1857, Eunice Newton Foote publie Circumstances affecting the Heat of the Sun's Rays dans la revue American Journal of Science. Elle décrit une expérience où elle mesure la température interne de cylindres de verre, exposés au Soleil et remplis de différents mélanges gazeux. Elle découvre que le dioxyde de carbone retient particulièrement bien la chaleur et conclut que « une atmosphère constituée de ce gaz donnerait à notre Terre une haute température ». Oubliée, sa contribution scientifique est redécouverte en 2011.
En 1861, John Tyndall identifie à son tour les principaux responsables de ce mécanisme : la vapeur d'eau et le dioxyde de carbone. Il suggère alors qu'une modification de la composition de l'atmosphère peut avoir une influence sur l'évolution du climat.
En 1896, Svante August Arrhenius propose la première estimation de l'impact du niveau de dioxyde de carbone sur les températures terrestres. Il estime qu'un doublement de la quantité de dioxyde de carbone devrait augmenter de 4 °C la température moyenne. Il espère ainsi que l'exploitation du charbon permettra de surmonter la prochaine ère glaciaire due à l'orbite terrestre. Le géologue américain Thomas Chrowder Chamberlin arrivera indépendamment aux mêmes conclusions.
En 1909, Robert Williams Wood montre que contrairement à une idée reçue, le blocage du rayonnement infrarouge par le verre n'est pas le principal mécanisme qui explique le fonctionnement d'une serre. De ce fait, le terme scientifique adopté par le GIEC, utilisé pour décrire l’influence des composants de l'atmosphère bloquant le rayonnement infrarouge sur le bilan thermique de la Terre, est « forçage radiatif » et non « effet de serre ».
L'expression synthétique effet de serre provient de la vulgarisation au début des années 1980 des résultats alarmants des recherches climatologiques. Alors que les climatologues analysent l'impact du dioxyde de carbone sur le climat sans parler d'effet de serre, les premières alertes pour infléchir les décisions politiques sont lancées au début des années 1980 en utilisant cette expression, reprise par la suite dans des rapports de plus en plus médiatisés, comme le rapport Brundtland (1987). En France, Jean-Marc Jancovici et Hervé Le Treut ont vulgarisé les risques liés à l'effet de serre depuis les années 1980.

## Mécanisme

### Rayonnement solaire sur terre

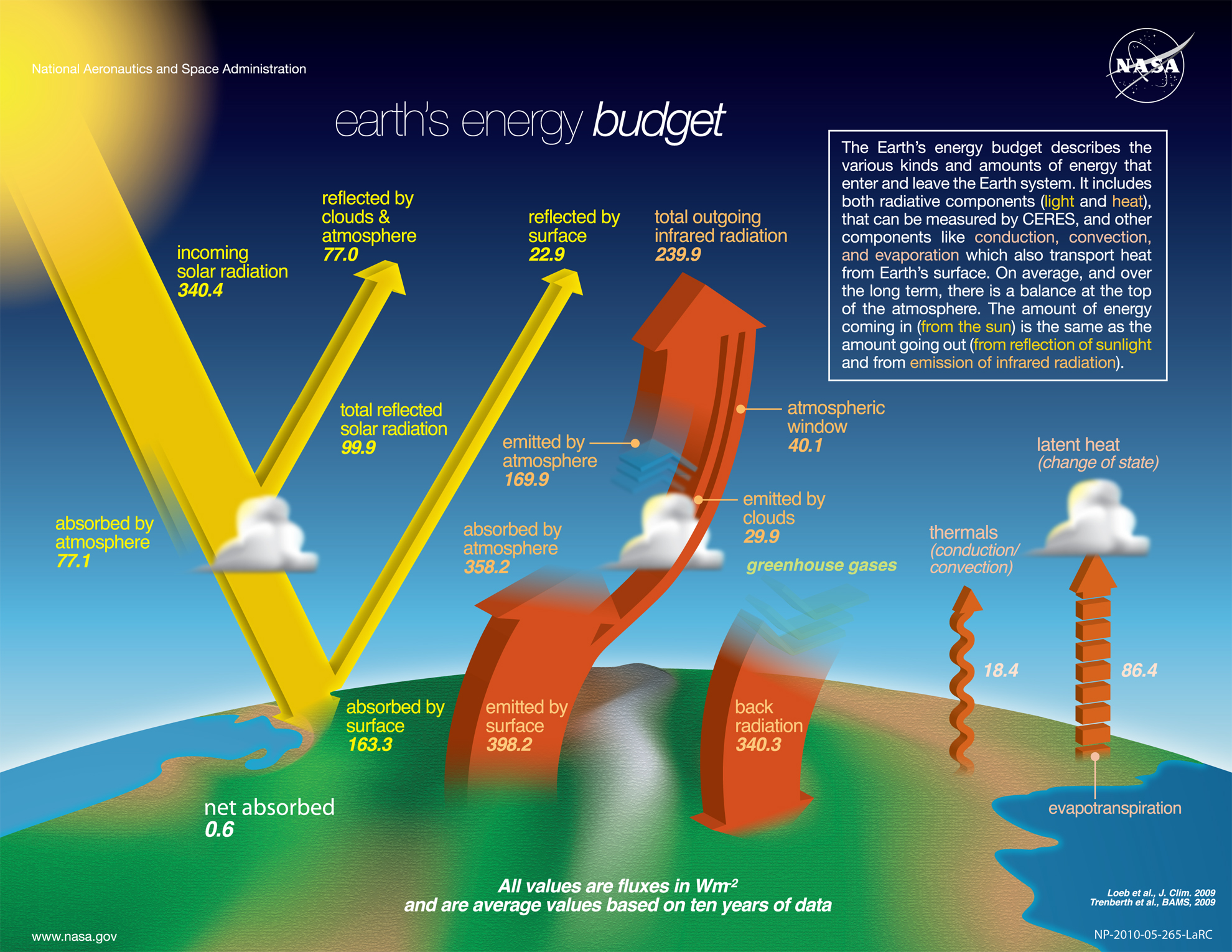
Le climat de la Terre est largement déterminé par le bilan radiatif de la Terre, c'est-à-dire l'équilibre entre le rayonnement entrant et sortant. Ils sont mesurées par des satellites et exprimées en W/. Le déséquilibre (ou taux de réchauffement global ; indiqué dans la figure par la quantité « net absorbed ») est passé de +0.6 W/m2 (en 2009) à plus de +1.0 W/m2 en 2019.

Lorsque le rayonnement solaire atteint la Terre, une partie (environ 30 %) est directement réfléchie, c'est-à-dire renvoyée vers l'espace, par l'atmosphère terrestre et la surface de la Terre (océans et continents). L'albédo est la mesure de cet effet de miroir. L'énergie incidente qui n'a pas été réfléchie vers l'espace (70 %) est absorbée par l'atmosphère (20 %) et la surface terrestre (50 %).
L'énergie absorbée par la surface du sol ou de l'océan réchauffe cette surface. La température de surface augmentant, la surface réémet cette énergie, en partie (17 à 20 %) sous forme de rayonnements infrarouges lointains (dans la plage 8–13 μm, correspondant au « rayonnement du corps noir » pour la température du sol), mais principalement (25 %) sous forme d'évaporation, ce qui consomme la chaleur latente d'évaporation et charge l'atmosphère en vapeur d'eau. 
Le rayonnement s'échappe dans l'espace, dans la plage de rayonnement pour laquelle l'atmosphère est transparente. Cependant, une partie de ce rayonnement est bloquée par les plages d'absorption de certains gaz, en particulier la vapeur d'eau (H2O) et le gaz carbonique (CO2), pour lesquels l'épaisseur optique de l'atmosphère est de plusieurs centaines. L'atmosphère étant totalement opaque à ces rayonnements, l'énergie associée reste localisée : au lieu de s'échapper dans l'espace, cette partie du rayonnement (de l'ordre de 20 W m−2) reste bloquée dans la basse atmosphère, dont elle augmente la température.
L'effet de serre ne s'intéresse qu'à ces rayonnements absorbés par les gaz à effet de serre, ce qui contribue à réchauffer l'atmosphère.
Sans effet de serre (ce qui implique notamment : sans vapeur d'eau et sans nuages), et à albédo constant, on évalue couramment que la température moyenne sur Terre chuterait à −18 °C, température d'équilibre d'un corps noir exposé au Soleil. Ce calcul suppose que la température d'équilibre de la Terre ne varie pas sensiblement entre le jour et la nuit, et est constante sur l'ensemble de la planète. Mais à cette température la glace s'étendrait sur le globe, l'albédo terrestre augmenterait, et la température se stabiliserait vraisemblablement en dessous de −50 °C (voir glaciation Varanger). Sans atmosphère opaque aux rayonnements, la Terre serait en réalité dans la même situation que la Lune, qui a une température moyenne de −77 °C (en effet, le rayonnement du corps noir variant en T4, l'émission de la température moyenne est très inférieure à la moyenne des émissions d'une distribution réelle).

### Refroidissement de l’atmosphère

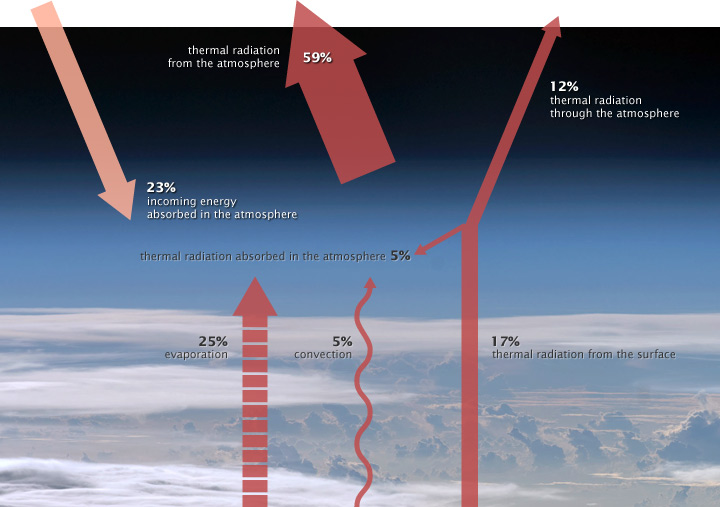
Bilan énergétique de l'atmosphère : L'énergie rayonnée en infrarouge par l'atmosphère en haute altitude (59% de l'énergie solaire reçue) n'est que faiblement due au rayonnement thermique de la surface (qui ne contribue qu'à hauteur de 5%) mais principalement à l'absorption directe de l'énergie solaire (23%), au transfert de chaleur latente par la vapeur d'eau (25% par évaporation) et à un moindre degré à l'énergie cinétique de convection (5%).

Le transfert de chaleur entre la Terre et l'atmosphère se fait, conformément au deuxième principe de la thermodynamique, du chaud (la terre) vers le froid (l'atmosphère).
L'atmosphère chauffée ne peut pas refroidir par rayonnement, parce que les gaz ne peuvent rayonner que suivant les fréquences qu'ils absorbent : dans la plage d'infra-rouge où l'atmosphère est transparente, elle ne peut ni absorber ni émettre ; et dans la plage où elle est opaque, le rayonnement ne peut pas se propager à longue distance. C'est parce que les échanges par rayonnements sont négligeables que la météorologie considère que l'évolution des masses d'air est adiabatique, et fonde ses prédictions sur le gradient adiabatique dans l'atmosphère.
La seule possibilité pour évacuer l'énergie bloquée est de transformer une partie de l'énergie bloquée en énergie mécanique, par convection (réchauffement et humidification de l'air au contact du sol puis ascension de cet air et libération de la chaleur latente de la vapeur d'eau lorsqu'elle se condense en nuages). La convection peut se faire à petite échelle (cellule orageuse), moyenne échelle (cyclone), ou à l'échelle planétaire par les cellules de Hadley. La convection, principalement celle de la zone de convergence intertropicale, est le moteur qui met en mouvement toute la circulation atmosphérique. Elle permet aux masses d'air chauffées d'atteindre le niveau de la tropopause, altitude à laquelle l'épaisseur optique de la vapeur d'eau (et à moindre titre du CO2) est suffisamment faible pour permettre aux rayonnements émis de s'échapper dans l'espace.
L’altitude où l’épaisseur optique devient suffisamment faible pour que le rayonnement thermique s’échappe dans l’espace est une donnée fondamentale pour l’équilibre thermique d’une planète. Vu de l’espace, c’est l’altitude à laquelle l’observation de cette planète montre pour cette longueur d’onde une « surface » brumeuse interdisant la perception de détails plus profonds. Cette surface émettrice doit accorder la puissance moyenne rayonnée par la planète avec la puissance reçue du Soleil (après soustraction de ce qui est dû à l'albédo), ce qui fixe sa température d’équilibre par la loi de Stefan-Boltzmann (après prise en compte de l'émittance de ces couches).
En dessous de cette couche atmosphérique, les transferts de chaleur ne peuvent pas se faire par rayonnements. Les mouvements atmosphériques sont adiabatiques, ce qui signifie, du fait de la pression croissante, que la température doit augmenter avec la profondeur suivant le gradient adiabatique dans l'atmosphère (de 5 °C/km pour de l'air humide, jusqu'à 10 °C/km pour de l'air sec). C'est cette augmentation de la température par compression des masses d'air dans les mouvements convectifs de l'atmosphère qui explique la différence entre la température effective équivalente permettant de dissiper le rayonnement solaire reçu (−18 °C) et celle observée en moyenne au niveau du sol (de l'ordre de 15 °C). D'une manière générale, la présence de gaz à effet de serre implique que la chaleur ne peut rayonner que dans la partie supérieure de l'atmosphère, où les pressions partielles deviennent négligeables, si bien que la température au sol dépend du gradient adiabatique, et donc finalement de la pression au sol.

### Conceptions erronées

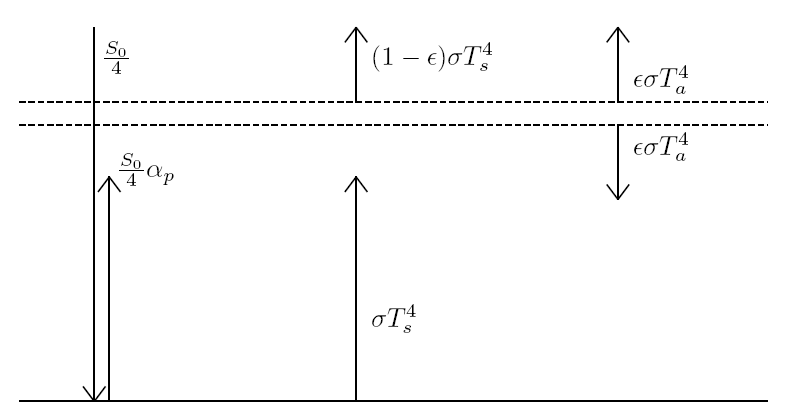
Modélisation par échanges radiatifs et température de corps noir : le sol rayonne, l'atmosphère en absorbe une fraction et réémet, dont la moitié vers le sol. L'atmosphère contribue donc à réchauffer le sol.

Le bilan énergétique résumé précédemment n'est pas fondamentalement contestable, même si les chiffres exacts peuvent varier d'une source à l'autre. En revanche, la désignation « effet de serre » conduit à développer l'image incorrecte d'une atmosphère comparable à une vitre s'interposant entre le sol et l'espace, pour bloquer le rayonnement infra-rouge dû à la température {\displaystyle T_{s}} du sol, et rayonner vers l'espace à sa propre température {\displaystyle T_{a}}. Cette image erronée est souvent reprise dans des présentations qui se veulent didactiques,,.
Faisant l'hypothèse que les échanges sont purement radiatifs, le sol émet (en gros) une puissance de {\displaystyle \sigma T_{s}^{4}} (en W m−2) suivant la loi de loi de Stefan-Boltzmann, et l'atmosphère en absorbe une fraction {\displaystyle \epsilon }, ce qui la chauffe à son tour jusqu'à sa température {\displaystyle T_{a}}. Le flux radiatif dû à l'atmosphère est donné par {\displaystyle \epsilon \sigma T_{a}^{4}} (en W m−2), émis à la fois vers l'espace et vers le sol. La radiation émise vers l'espace, somme de la fraction {\displaystyle (1-\epsilon )\sigma T_{s}^{4}} émise par le sol et de l'émission propre de l'atmosphère, doit être égale à la radiation solaire absorbée par le sol. De plus, la fraction {\displaystyle \epsilon \sigma T_{s}^{4}} capturée par l'atmosphère doit être égale à la puissance totale {\displaystyle 2\epsilon \sigma T_{a}^{4}} qu'elle émet. Tout calcul fait, on montre que la température au sol est alors supérieure à celle calculée en l'absence d'atmosphère.
Une telle explication est incorrecte pour de nombreuses raisons.
- On ne peut pas modéliser l'effet de serre par des échanges purement radiatifs, parce que les gaz sont opaques aux fréquences auxquelles ils émettent, et sont de ce fait un obstacle à la propagation de radiations dans l'atmosphère sur ces fréquences.
- L'atmosphère étant opaque aux rayonnements infrarouge, du fait des gaz à effet de serre, c'est le bas de l'atmosphère qui est réchauffé alors que c'est le haut qui se refroidit. Le modèle considère que l'atmosphère a une température unique.
- Comme toutes les modélisations fondées sur un « équilibre radiatif », la modélisation suppose que les différentes tranches émettent des infrarouges suivant une loi de Stefan-Boltzmann[22],[23]. C'est approximatif pour le sol, mais incorrect pour les gaz, parce que les gaz (même à effet de serre) sont en partie transparents aux infrarouges et n'émettent pas sur les fréquences correspondantes, les émissions de masses d'air sont très inférieures à celles d'un corps noir de même température.
- La modélisation n'explique pas les températures extrêmes à la surface de Venus, alors que la lumière du Soleil ne parvient pas à en atteindre la surface.
- ... etc.

## Effet de serre sur la Terre

### Gaz à «effet de serre»

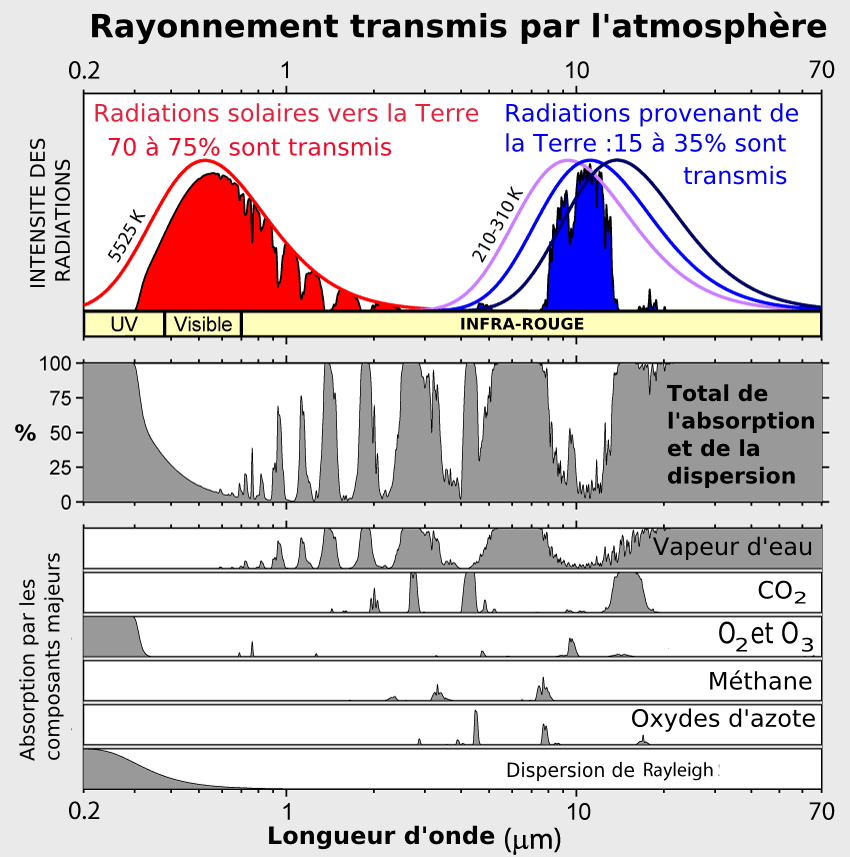
Si la majorité des rayonnements solaires traversent l'atmosphère pour toucher le sol (en rouge), la plus grande partie du rayonnement émis par la Terre n'est pas transmise (en bleu) mais absorbée par l'atmosphère (en gris). L'absorption des rayons infrarouges est principalement due à la vapeur d'eau.

Les gaz à effet de serre sont les composants gazeux de l'atmosphère qui contribuent à l'effet de serre (l'atmosphère terrestre contient également des composants non gazeux qui contribuent à l'effet de serre, comme les gouttes d'eau des nuages). Ces gaz ont pour caractéristique commune d'absorber une partie des infrarouges émis par la surface de la planète.
Pour la planète Terre, les principaux gaz à effet de serre sont la vapeur d'eau, le dioxyde de carbone (CO2), le méthane (CH4), le protoxyde d'azote (N2O) et l'ozone (O3). Les gaz à effet de serre industriels incluent les halocarbones lourds (fluorocarbones chlorés incluant les CFC, les molécules de HCFC-22 comme le fréon et le perfluorométhane) et l'hexafluorure de soufre (SF6).
Contributions approximatives à l'effet de serre des principaux gaz, d'après le GIEC :
- vapeur d'eau : 60 %
- dioxyde de carbone : 26 %
- ozone : 8 %
- méthane et protoxyde d'azote : 6 %

### Effets des activités humaines

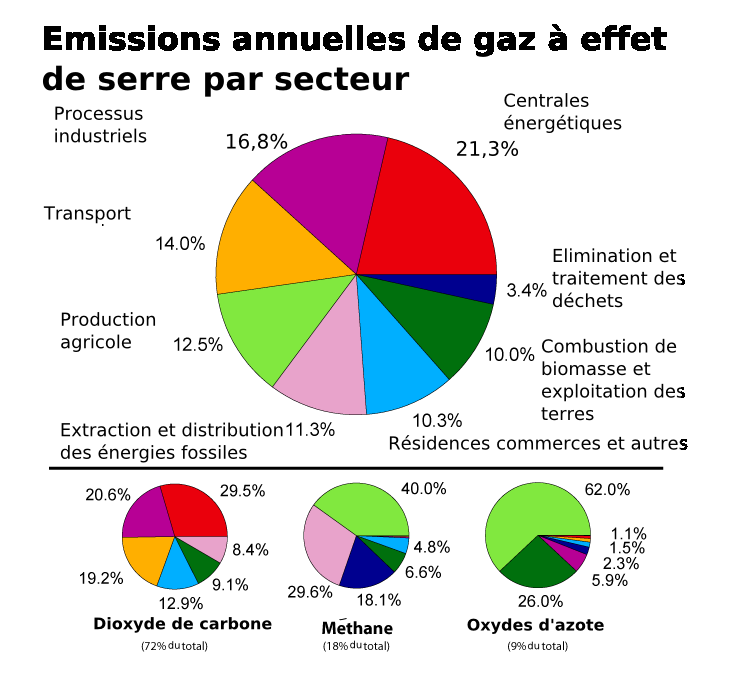
Émission de gaz à effet de serre.

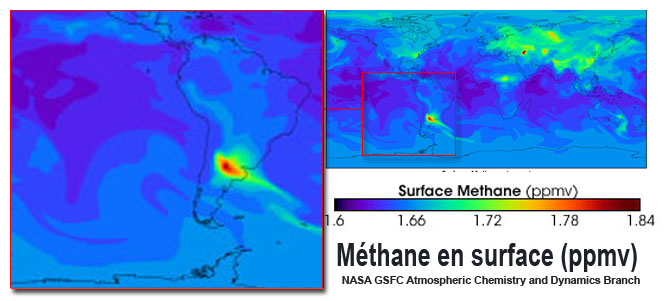
L'élevage (surtout bovin, notamment en Argentine) est une des sources de méthane. Modélisation de la NASA.

Les activités humaines génèrent des gaz à effet de serre, qui viennent s'ajouter à ceux présents naturellement ce qui augmente leur concentration. Cela amplifie l'effet de serre et entraîne le réchauffement climatique. L'augmentation de l'effet de serre due aux activités anthropiques est appelé effet de serre additionnel.
La chaleur stockée sur Terre par l’effet de serre additionnel est absorbé à 93 % par l'océan, ce qui atténue l'augmentation de la température de l'atmosphère. L'océan global joue donc un rôle de thermostat planétaire et de contrôle des grands équilibres naturels planétaires.
La plupart des gaz à effet de serre (GES) sont d'origine naturelle. Mais certains d'entre eux sont uniquement dus à l'activité humaine ou bien leur concentration dans l'atmosphère augmente en raison de cette activité. C'est le cas en particulier de l'ozone (O3), du dioxyde de carbone (CO2) et du méthane (CH4). La preuve que l'augmentation du CO2 atmosphérique est d'origine humaine se fait par analyse isotopique.
Répartition des gaz à effet de serre anthropiques (dus aux activités humaines) :
| Nom                    | Formule | Contribution à l'effet de serre additionnel (hors [H2]O) | Équivalent CO2 | Durée de vie |
| Dioxyde de carbone     | CO2     | 76,7 %                                                   | 1 ×            | 100 ans      |
| Méthane                | CH4     | 14,3 %                                                   | 20 ×           | 12 ans       |
| Protoxyde d'azote      | N2O     | 7,9 %                                                    | 200 ×          | 5 000 ans    |
| Hexafluorure de soufre | SF6     | 1,1 %                                                    | 22 600 ×       | 50 000 ans   |

L'ozone est fourni en grande quantité par l'activité industrielle humaine, alors que les CFC encore largement utilisés détruisent, eux, l'ozone, ce qui fait que l'on peut constater un double phénomène :
- une accumulation d'ozone dans la troposphère au-dessus des régions industrielles ;
- une destruction de l'ozone dans la stratosphère au-dessus des pôles.

La combustion des carbones fossiles comme le charbon, le pétrole ou le gaz naturel (méthane) rejette du CO2 en grande quantité dans l'atmosphère : la concentration atmosphérique en gaz carbonique a ainsi augmenté de 137 ppm, passant de la valeur pré-industrielle de 280 à 417 ppm aujourd'hui (2021). Un des secteurs d'activités qui dégagent le plus de gaz à effet de serre est celui de l'énergie (à ce sujet, voir l'article « Énergie et effet de serre »). Ces combustibles augmentent la concentration de l'atmosphère en gaz à effet de serre car ils étaient enfouis dans le sol depuis des milliers ou millions d'années, ce qui rompt l'équilibre. Cet ajout de gaz carbonique dans l'atmosphère n'est pas complètement compensé par une plus grande absorption : seule la moitié est recyclée par la nature, l'autre reste dans l'atmosphère et augmente l'effet de serre.
La seconde cause d'émission de gaz à effet de serre est la déforestation, qui est responsable à elle seule de 20 % des émissions mondiales[source insuffisante]. Les déboisements les plus importants concernent les trois grandes forêts tropicales que sont la forêt amazonienne, la forêt du bassin du Congo, et la forêt indonésienne. Il s'agit d'une des plus grandes causes, car tout le carbone absorbé par ces arbres est rediffusé dans l'air. S'il y avait replantation, cette quantité de dioxyde de carbone serait réabsorbée par un autre arbre, mais sans replantation, alors il n'y a qu'un ajout de la quantité de ce gaz dans l'air.
Les activités humaines dégagent donc une abondance de GES : les scientifiques du GIEC qui étudient le climat estiment que l'augmentation des teneurs en gaz d'origine anthropique est à l'origine d'un réchauffement climatique.
En France, selon le groupe Facteur 4, les émissions de gaz à effet de serre proviennent des transports pour 26 %, suivis de l’industrie (22 %), de l’agriculture (19 %), des bâtiments et habitations (19 %), de la production et de la transformation de l’énergie (13 %), et du traitement des déchets (3 %). Depuis 1990, les émissions ont augmenté de plus de 20 % pour les transports et les bâtiments. En revanche, elles ont diminué de 22 % dans l’industrie, de 10 % dans le secteur agricole, de 9 % dans le secteur de l’énergie et de 8 % pour le traitement des déchets[source insuffisante].
Dans le cadre de la réduction des émissions de gaz à effet de serre engendré par la circulation automobile, une étude réalisée pour le PREDIT a montré l'influence des politiques de stationnement sur les possibilités de limiter la génération de gaz à effet de serre. La démarche concerne les émissions liées à la construction de places de stationnement, à l'exploitation des parkings et surtout à la mobilité induite par l'offre de stationnement.

### Hypothèse de l'emballement de l'effet de serre
On craint au pire le déclenchement d'une rétroaction positive («effet boule de neige »), où le réchauffement conduirait à une libération de gaz à effet de serre et ainsi à un réchauffement encore accru. En effet l’augmentation des températures peut conduire à la libération de stocks naturels de GES actuellement fixés par le pergélisol, les hydrates de méthane marins ou la biomasse.
Si cela se produit et les réactions ne se terminent qu'après avoir produit une grande augmentation de la température, cela s'appelle un runaway greenhouse effect (« emballement de l'effet de serre »).
Selon l'hypothèse du fusil à clathrates (clathrate gun hypothesis en anglais), un emballement de l'effet de serre pourrait être causé par la libération de méthane à partir des clathrates (hydrates de méthane qui tapissent le fond des océans) à la suite du réchauffement climatique. On suppose que l'extinction massive d'espèces lors du Permien-Trias a été causée par un tel emballement. Il est également estimé que de grandes quantités de méthane pourraient être libérées de la toundra sibérienne qui commence à dégeler[réf. nécessaire], le méthane étant 21 fois plus puissant comme gaz à effet de serre que le dioxyde de carbone.
Une telle hypothèse reste toutefois hautement improbable : des études récentes ont en effet prouvé que l'hydrate de méthane du fond des océans était stable,, et que celui contenu dans le pergélisol n'avait que peu de chance de s'en échapper[source insuffisante].

### Conséquences pour l'environnement
L'effet de serre n'est pas en soi nocif aux écosystèmes ; sans lui, la Terre ne serait qu'une boule de glace où la vie ne serait pas possible, car il n'y aurait pas d'eau liquide. Le danger pour les écosystèmes réside plutôt dans la variation trop rapide et trop importante des conditions climatiques pour que la plupart des espèces dites évoluées puissent s'adapter aux changements de température et de pluviométrie. Des écosystèmes marins et littoraux pourraient également être touchés par une hausse du niveau de la mer, par la modification des courants marins et par les caractéristiques physico-chimiques de l'eau de mer (acidité, taux de gaz dissous…).
Les populations humaines seraient évidemment touchées par le réchauffement climatique, la hausse du niveau de la mer entrainant la disparition d'importantes métropoles et de vastes portions de pays. En outre, une hausse des températures aide à la prolifération des insectes propageant des maladies infectieuses, qui survivent mieux dans des milieux chauds et humides.
Le GIEC envisage, selon les scénarios, des augmentations de 1,5 °C à 6 °C pour le siècle à venir en supposant que l'augmentation des rejets de GES continue au rythme des 20 dernières années. Au lieu d'un ralentissement global des émissions depuis la signature du protocole de Kyoto, celles-ci continuaient à augmenter à un rythme croissant en 2018. Un arrêt total et immédiat des rejets de carbone n'empêcherait cependant pas la température moyenne de la planète de continuer à augmenter pendant plusieurs centaines d'années, car certains gaz à effet de serre ne disparaissent de l'atmosphère que très lentement.

## Effet de serre sur les autres planètes

### Effet de serre sur Vénus
Sur Vénus l'effet de serre a porté la température à plus de 460 °C. Une étude affirme que cet effet ne serait pas dû au dioxyde de carbone qui constitue 96 % de l'atmosphère, mais à des constituants en très faibles quantités relatives tels que SO2 et H2O. En effet, dans le domaine infrarouge correspondant au maximum d'émission thermique pour un corps à la température de la surface et de la basse atmosphère de Vénus, le CO2 présente des fenêtres de transmission très larges qui ne peuvent piéger efficacement le rayonnement infrarouge. En revanche, SO2 et H2O absorbent les radiations dans ce domaine de longueurs d'onde, tout comme le font également les fines particules d'acide sulfurique qui constituent les nuages. Vénus, plus proche (72,3 %) du Soleil que la Terre, reçoit ainsi près du double (191 %) de l'énergie solaire reçue par celle-ci.
D'autres études contredisent cependant ce point et mettent en avant le rôle essentiel du CO2 dans l'effet de serre vénusien.

### Effet de serre sur Mars
L'atmosphère de Mars contient une grande proportion de CO2, néanmoins l'atmosphère de la planète est trop fine pour avoir un impact significatif sur la température (estimé à moins de +5,5 °C). CO2 constituant environ 96 % en volume (et quasiment autant en masse) de l'atmosphère martienne, sa pression partielle est approximativement égale à la pression totale atmosphérique de 600 Pa, tandis que cette pression partielle sur Terre est d'environ 40 Pa. Sur Terre, la fraction molaire de CO2 dans l'air est seulement de 0,04 % en volume (0,06 % en masse).

## Fonctionnement d'une serre
Contrairement à une idée reçue, et comme le suggère ce nom, l'effet de serre, sous-entendu le mécanisme lié à l’absorption et à l'émission de radiations thermiques par le verre, n'est pas primordial dans le fonctionnement d'une serre. En 1909, Robert Williams Wood a réfuté par l'expérience cette explication,. En remplaçant le verre qui recouvre une serre par du halite, un matériau totalement transparent aux infrarouges, Robert Wood mesure une augmentation similaire de température dans les deux cas. Aussi l'augmentation de température dans une serre ne s'explique pas que par le fait que le verre réfléchit les infrarouges. L'expression « effet de serre » a néanmoins été conservée dans l'usage courant. Mais le terme scientifique, utilisé par la communauté scientifique pour décrire l’influence des composants de l'atmosphère bloquant le rayonnement infrarouge sur le bilan thermique de la Terre, est forçage radiatif.
Le fonctionnement d'une serre s'explique essentiellement par une analyse de la convection et non du rayonnement : la chaleur s'accumule à l'intérieur de la serre car les parois bloquent les échanges convectifs entre l'intérieur et l'extérieur.

## Hausse de température due à l'effet de serre
L'évaluation de la température moyenne de la terre se fonde généralement sur la loi de Stefan-Boltzmann, qui donne une température effective théorique de la planète compte tenu de sa capacité à ré-émettre dans l'infra-rouge l'énergie reçue en moyenne du soleil.
Le problème d'une telle évaluation est qu'elle se place dans l'hypothèse d'un corps noir recevant orthogonalement le flux solaire et réémettant un flux d'infra-rouge équilibrant la réception. En réalité, les surfaces sur une sphère planétaire ne reçoivent qu'une fraction du flux solaire, suivant leur latitude et l'exposition journalière ; et cette exposition diurne est fortement refroidie par les émissions nocturnes, qui contribuent à un refroidissement supplémentaire.

## Confusion entre effet de serre et trou dans la couche d'ozone
L'effet de serre et le réchauffement climatique qu'il induit sont assez souvent confondus avec l'altération de la couche d'ozone. Il s'agit pourtant de deux phénomènes bien distincts, le premier concernant la rétention dans l'atmosphère des rayonnements infrarouges (autrement dit de la chaleur) émis par la surface de la planète ; le second, concernant l'augmentation de la transparence de l'atmosphère aux ultraviolets. Par ailleurs, si les principaux responsables de l'altération de la couche d'ozone (O3), à savoir les CFC (chlorofluorocarbures, interdits dans les pays industriels dès 1989) sont aussi des gaz à effet de serre, l'inverse n'est pas vrai : les gaz à effet de serre, tels que le dioxyde de carbone ou le méthane, n'ont aucun effet sur la couche d'ozone.

#### Gouvernement du Canada
- (fr) Carte sur l'effet de serre Atlas of Canada (en) par Ressources naturelles Canada

#### Autres
- (fr) Initiative européenne d'eParticipation (WAVE) utilisant les technologies de l'information
- (en) Realclimate Blog de commentaire des résultats scientifiques récents animé par des scientifiques.
- (en) Émissions européennes par rapport à l'objectif de Kyoto

#### Histoire de la notion d'effet de serre
- (fr) Mémoire de Fourier sur la température du globe terrestre et des espaces planétaires, en ligne et commenté sur le site BibNum.
- (fr) Article de 1896 d'Arrhenius sur le CO2 dans l'atmosphère, en ligne et commenté sur le site BibNum.
- (fr) « Depuis quand "sait-on" pour l'effet de serre ? » par Jean-Marc Jancovici, 2003
- Gérard BorvonUne brève histoire de l'effet de serre et du changement climatique.

### Outils de visualisation
- (en) carbonmap, cartographie animée en anamorphoses, comparant les régions du monde en termes d'émission, de consommation, de production, de population, de risque liés au carbone fossile
- (en) « Climate trace », carte et chiffrage des principaux sites industriels produisant des gaz à effet de serre dans le monde